# Cricotopus flavibasalis
Cricotopus flavibasalis är en tvåvingeart som beskrevs av Tokunaga 1936. Cricotopus flavibasalis ingår i släktet Cricotopus och familjen fjädermyggor. Inga underarter finns listade i Catalogue of Life.